# Microinjecção intracitoplasmática

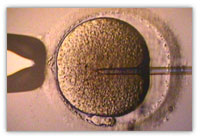
Injecção do espermatozoide no ovócito durante uma ICSI

Introduzida em 1992, a microinjecção intracitoplasmática (português europeu) ou microinjeção intracitoplasmática (português brasileiro) de espermatozoides também conhecida por ICSI (sigla inglesa para intracytoplasmic sperm injection), é uma técnica de reprodução medicamente assistida que consiste na injecção (português europeu) ou injeção (português brasileiro) de um único espermatozoide no citoplasma do ovócito II, evitando assim as dificuldades do processo natural em que o espermatozoide tem que passar a "barreira" do ovócito para fecundá-lo.
É uma técnica da medicina reprodutiva inicialmente utilizado em casos de infertilidade masculina como por exemplo baixo número de espermatozoides no ejaculado. Porém, hoje tem sido utilizado na maioria dos casos independente se a causa da infertilidade é masculina ou feminina devido a uma taxa de fertilização relativamente maior quando comparada com a fertilização in vitro tradicional (espermatozoides e ovócitos colocados em meio de cultura apropriado com entrada natural de um espermatozoide).

## Método

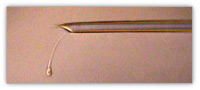
1: Colocação do espermatozoide na micropipeta pela cauda.

Quando não se obtêm espermatozoides de qualidade através de ejaculado, procede-se a métodos alternativos de recolha dos mesmos por diferentes processos:
- Directamente do epidídimo por um processo chamado percutaneous epididymal  sperm aspiration (PESA), aspiração percutânea de espermatozoides do epidídimo;
- Dos testículos pelo método TESA, acrónimo de testicular sperm extraction, aspiração percutânea de espermatozoides do testículo;

ou, em casos mais severos por

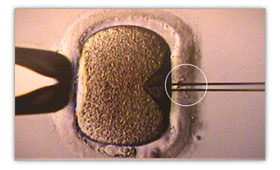
2: Início da injecção do espermatozoide no óvulo (assinalado pelo círculo branco o espermatozoide dentro da micropipeta.)

- Extracção de amostras do testículo através da TESE (extração de tecido testicular por biopsia).

Após a recolha do espermatozoide seleccionado, a injecção é efectuada por micromanipuladores acoplados ao microscópio e microagulhas em que uma delas vai segurar o óvulo e outra vai imobilizar e injectar o espermatozoide.

## Indicações
É uma técnica utilizada para ultrapassar vários problemas de infertilidade masculina, entre os quais oligozoospermia, problemas de morfologia ou  motilidade dos espermatozoides, vasos deferentes danificados ou vasectomia não reversível, presença de anticorpos antiespermatozoides, dificuldades masculinas na erecção ou ejaculação (por problemas de espinal medula, por exemplo).
Pode ser também indicada em casos de recolha de um número reduzido de ovócitos ou dificuldade em serem fecundados detectada em ciclos anteriores de fertilização in-vitro. 